# Bring your own device
Bring your own device (BYOD) - це IT-політика, згідно з якою співробітникам дозволено або рекомендується використовувати особисті мобільні пристрої (телефони, планшети, ноутбуки) для доступу до корпоративних даних та систем. З точки зору безпеки, наслідки використання BYOD є надзвичайно серйозними, оскільки відсутність належної політики, яка регулює використання власних мобільних пристроїв на робочому місці, наражає користувача та компанію на ризик витоку даних та кібер-атаки. Дана політика має вказувати на: 
- способи використання мобільних пристроїв поза робочим місцем;
- прийняті механізми захисту доступу;
- шифрування даних;
- доступ до даних на мобільній платформі;
- обмеження виконання додатків, які можуть працювати поза межами компанії (поштовий клієнт або програми для обробки даних).[2]

## Розвиток BYOD
Вперше BYOD згадується в 2005 р., в університетській праці Рафаеля Баллагаса (англ. Rafael Ballagas) (див. BYOD: Bring Your Own Device [Архівовано 23 листопада 2018 у Wayback Machine.]). BYOD досягла популярною у 2009 р., після її впровадження компанією Intel. За даними Intel, кількість мобільних пристроїв, що використовуються на роботі, у 2009-2010 роках зросла з 10 000 до 30 000; і передбачалося, що до 2014 р. приблизно 70 відсотків її працівників використовуватимуть власні пристрої. BYOD зазнала піку популярності у 2011 р., коли компанії Citrix Systems та Unisys висвітлили свій підхід до цієї нової тенденції та розглянули її як спосіб, який дозволяє споживачам поєднуватися з компаніями.
У 2014-2015 рр. з 300 опитаних підприємств 35 відсотків офіційно впровадили тенденцію BYOD, а 20 відсотків визнали її існування, хоча офіційно цього не дозволили. За даними станом на 2016 р., згідно з дослідженням Microsoft, 67 відсотків людей використовують персональні пристрої на роботі, незалежно від офіційної BYOD-політики офісу. Північноамериканські компанії є провідними в популяризації тенденції BYOD. Опитування MarketsandMarkets показало, що рівень затвердження BYOD в Північній Америці на початок 2017 р. становив 36 відсотків і майже 50 відсотків - на початок 2018 р..

## Переваги
- Зменшує технологічні витрати для компаній польового обслуговування - BYOD переносить витрати на працівника, заощаджуючи кошти на придбанні пристроїв, а також на щомісячній сплаті службових послуг. Навіть субсидіювання особистих мобільних пристроїв працівників коштує набагато менше, ніж покупка пристроїв, сплачених повністю за допомогою мобільної ініціативи компанії[7].
- Покращує роботу працівників - з BYOD, співробітники використовують пристрої, які вони вже розуміють, та не вимагають особливої підготовки. Працівники знатимуть, як повною мірою скористатися можливостями пристрою. В свою чергу це підвищує продуктивність праці та максимізує прибуток від бізнесу[7].
- Залишає щасливих співробітників - працівники, які користуються власними пристроями набагато щасливіші і продуктивніші. Дослідження показують, що співробітники надають перевагу використанню власних мобільних пристроїв, незважаючи на те, що вони несуть відповідальність за витрати та покриття стільникового зв'язку[7].
- Використовує новіші пристрої та технології - окремі користувачі, як правило, регулярно оновлюють свою техніку до швидших та потужніших одиниць. Новіші моделі з такими функціями, як Siri та 4G LTE, задовольняють потребам, яких вимагають задачі польового обслуговування: підвищення швидкості, зберігання рахунків,  фото- та відеодокументації тощо. Field Service News повідомляє, що польові менеджери використовують мобільні КПК для відстеження та планування транспортних засобів, пом'якшення транспортних аварій та скорочення витрат на технічне обслуговування[7].
- Забезпечує легкий доступ до інформації - швидке обслуговування це щасливі клієнти та більші доходи. Техніки польового обслуговування потребують того, щоб інформація була доступною в будь-який час і будь-якому місці, щоб добре виконувати свою роботу. Старі пристрої обробляють дані повільніше, що призводить до зменшення швидкості обслуговування. Використання сучасних, гнучких платформ обробки інформації надає користувачам доступ до їхнього вмісту швидше, що підвищує продуктивність праці[7].

## Недоліки
- Відсутня єдина підтримка кінцевого користувача - незалежно від ситуації проблеми завжди виникатимуть. За використання BYOD може не існувати єдиної системи підтримки для будь-яких проблем, які можуть виникнути, оскільки більшість співробітників працюватимуть з різними типами та моделями пристроїв[8].
- Диспропорції пристрою - BYOD передбачає використання пристроїв з різними можливостями. Через це важко отримати програми, які мають високу якість, але здатні охопити всі платформи та реалізувати свої можливості на достатньому рівні, тому це може спричинити проблеми. Також виникає необхідність адаптації системи, з якою працює співробітник, щоб мати змогу працювати з політикою BYOD[9].
- Облік працівників - компанії повинні враховувати, як вони будуть звертатися за пошуком власних даних та інформації з пристрою працівника, якщо він або виходить з роботи, або його звільнено. Деякі організації можуть вимагати, щоб працівники зберігали чи редагували файли компанії на своїх серверах або використовували спеціалізоване програмне забезпечення для спільного використання, подібне Dropbox, для обміну та редагування документів[10].
- Загроза безпеці даних - дозволяючи співробітникам використовувати свої власні смартфони, планшети та ноутбуки, підвищується ймовірність того, що конфіденційну інформацію про компанію чи клієнта буде скомпрометовано. Тому важливо встановити політику безпеки, яка враховуватиме особливості BYOD[10].
- Загублені чи вкрадені пристрої - якщо пристрої з даними компанії губляться або викрадаються, це може дозволити небажаним стороннім особам отримати доступ до важливої інформації бізнесу, найімовірніше, якщо пристрої не захищені паролями або кодами доступу[11].
- Відсутність брандмауера або антивірусного програмного забезпечення - працівникам слід регулярно оновлювати брандмауер та антивірусне програмне забезпечення, використовуючи власні пристрої на робочому місці. Не роблячи цього, можна створити слабкі мережі та дірки в системі[11].
- Доступ до незахищеного Wi-Fi - оскільки співробітники частіше використовують свої пристрої поза робочим місцем, необхідно передбачити, що вони зможуть скористатися незахищеними Wi-Fi-з’єднаннями в аеропортах, кав’ярнях, магазинах або навіть у своєму будинку. Незахищені мережі можуть надавати хакерам легкий доступ до систем або мереж компанії[11].

## Етапи впровадження BYOD
- План. Найперше та найголовніше – аналіз вартості та вигоди. Проведення аналізу при вирішенні способу активації мобільного пристрою та його використання[8]. Помилковою є думка про уникнення визначення політики BYOD – якщо політики не існує, BYOD призведе до хаосу. Тому має бути надання визначених прав доступу для кожного сегменту користувачів[8]. Окрім цього, потрібно визначити політику безпеки та фінансування мобільних пристроїв для кожного сегмента, після чого провести оцінку всієї ІТ-підтримки[8].
- Захист та керування. Важливо ретельно підібрати технології для керування та безпеки мобільних пристроїв аби забезпечити надійний захист даних. Планована система підприємства повинна бути достатньо гнучкою, щоб контролювати зв’язки збільшення чисельності пристроїв[8].
- Повідомлення BYOD-політики. Близько 39% компаній зазнали порушень безпеки через втрату мобільних пристроїв, тому необхідно чітко повідомити про типи даних, що можуть бути доступними, та типи пристроїв, які можуть бути поширені серед працівників, щоб успішно впровадити BYOD[8].
- Підтримка. Як і будь-яка нещодавно реалізована політика, впровадження BYOD призведе до початкового збільшення запитів на підтримку, відповідь на які займе більше часу, ніж зазвичай. Саме тут важливими є попередні інвестиції для отримання довгострокових вигод від надання працівникам доступу через особисті пристрої[8].

## Безпека BYOD
Щоб забезпечити безпеку BYOD необхідно включити її до політики безпеки компанії:
- встановити зони відповідальності за резервне копіювання і технічне обслуговування пристроїв;
- використання VPN-з'єднань при використанні публічних точок доступу;
- контроль встановлених додатків, «чорні» і «білі» списки;
- забезпечення контролю збережених на пристрої критичних даних або відомостей необхідних для доступу до них;
- повідомлення технічного персоналу про будь-які підозрілі випадки або інциденти;
- регламентні перевірки пристрою;
- забезпечення проінформованості користувачів про поточні мобільних загрози[12].